# Куассо-аль-Монте
Куассо-аль-Монте (итал. Cuasso al Monte) — коммуна в Италии, располагается в провинции Варесе области Ломбардия.
Население составляет 3065 человек, плотность населения составляет 192 чел./км². Занимает площадь 16 км². Почтовый индекс — 21050. Телефонный код — 0332.
Покровителем коммуны почитается святитель Амвросий Медиоланский, празднование 7 декабря.